# Grand Prix van Montevideo
De Grand Prix van Montevideo was een autorace nabij de Uruguayaanse hoofdstad Montevideo, door de jaren heen verreden op het Circuito Playa Ramirez en Piriápolis. De race maakte in 1947 deel uit van het grand-prixseizoen en was in 1952 ook een niet-kampioenschapsronde in de Formule 1.

## Winnaars van de grand prix
- Hier worden alleen de races aangegeven die plaatsvonden tijdens de grand-prixseizoenen tot 1949 en Formule 1-races vanaf 1950.

| Jaar | Coureur              | Constructeur | Locatie       | Verslag |
| ---- | -------------------- | ------------ | ------------- | ------- |
| 1952 | Juan Manuel Fangio   | Ferrari      | Piriápolis    | Verslag |
| 1947 | Oscar Alfredo Gálvez | Alfa Romeo   | Playa Ramirez | Verslag |